# Palmer (Iowa)
Palmer és una població dels Estats Units a l'estat d'Iowa. Segons el cens del 2000 tenia 214 habitants.

## Demografia
Segons el cens del 2000, Palmer tenia 214 habitants, 100 habitatges, i 58 famílies. La densitat de població era de 192,2 habitants/km².
Dels 100 habitatges en un 21% hi vivien nens de menys de 18 anys, en un 51% hi vivien parelles casades, en un 2% dones solteres, i en un 42% no eren unitats familiars. En el 38% dels habitatges hi vivien persones soles el 20% de les quals corresponia a persones de 65 anys o més que vivien soles. El nombre mitjà de persones vivint en cada habitatge era de 2,14 i el nombre mitjà de persones que vivien en cada família era de 2,83.
Per edats la població es repartia de la següent manera: un 22% tenia menys de 18 anys, un 6,1% entre 18 i 24, un 21,5% entre 25 i 44, un 24,8% de 45 a 60 i un 25,7% 65 anys o més.
L'edat mediana era de 45 anys. Per cada 100 dones de 18 o més anys hi havia 114,1 homes.
La renda mediana per habitatge era de 25.000 $ i la renda mediana per família de 45.250 $. Els homes tenien una renda mediana de 27.778 $ mentre que les dones 16.875 $. La renda per capita de la població era de 17.775 $. Entorn del 10,9% de les famílies i el 16,5% de la població estaven per davall del llindar de pobresa.

## Poblacions més properes
El següent diagrama mostra les poblacions més properes.